# Tabu do incesto
Um tabu do incesto é qualquer regra cultural ou norma que proíbe relações sexuais entre certos membros da mesma família, principalmente entre indivíduos consanguíneos. Todas as culturas humanas da história têm ou tiveram normas que excluem certos parentes próximos daqueles considerados adequados ou permitidos para o casamento e o acasalamento, fazendo com que esses relacionamentos sejam tabu. No entanto, existem diferentes normas entre as culturas sobre quais relações de consanguinidade são admissíveis em parceiros sexuais e quais não são. As relações sexuais entre pessoas que estejam sob o tabu são chamadas de relações incestuosas.
Algumas culturas proíbem relações sexuais entre membros de um mesmo clã, mesmo quando não há relacionamento biológico verificado, enquanto membros de outros clãs são permitidas, independentemente da existência de uma relação biológica. Em muitas culturas, certos tipos de relações com primos são preferenciais para sexual e parceiros conjugais, enquanto, em outros, estes são tabu. Algumas culturas permitem relações sexuais e conjugais entre entre tios/tias e sobrinhos/sobrinhas. Em alguns casos, casamentos de irmão–irmã tem sido praticada pelas elites com alguma regularidade. Uniões entre Pai–filho e irmão–irmão são quase que universalmente tabu.

## A Origem do tabu
O debate sobre a origem da proibição do incesto tem sido muitas vezes pensada como uma questão de se é baseada na natureza ou cultural.
Uma explicação vê o tabu do incesto como uma implementação cultural de uma preferência que evoluiu biologicamente por parceiros com os quais o indivíduo tenha poucas probabilidades de compartilhar genes, já que a consanguinidade pode ter resultados prejudiciais. A mais difundida hipótese propõe que o assim chamado efeito Westermarck desencoraja os adultos de se envolver em relações sexuais com indivíduos com os quais eles cresceram. A existência do efeito Westermarck tem conseguido algum suporte empírico.
Outra escola argumenta que a proibição do incesto, é uma construção cultural que surge como um efeito colateral de um humano geral de preferência para o grupo de exogamia, que surge devido a casamentos entre grupos de construir valioso alianças que melhorar a capacidade de ambos os grupos para prosperar. De acordo com este ponto de vista, a proibição do incesto não é necessariamente universal, mas é provável surgir e tornar-se mais rigoroso sob circunstâncias culturais que favorecem a exogamia mais de endogamia, e tendem a se tornar mais lax em circunstâncias que favorecem a endogamia. Esta hipótese também tem conseguido algum suporte empírico.[carece de fontes?]

### Limites para a evolução biológica do tabu
Embora seja teoricamente possível que a seleção natural pode, em determinadas genética circunstâncias, escolha para indivíduos que instintivamente evitar o acasalamento com (fechar) familiares, a evolução biológica não é possível selecionar para punir os outros por incesto, uma vez que até mesmo geneticamente enfraquecido, pura indivíduos são melhores vigias contra predadores do que nenhum, e enfraquecer os indivíduos são úteis para os indivíduos mais fortes em um grupo, como olhando para os predadores, sem ser capaz de competir a sério com os indivíduos mais fortes. a Punição de ambas as partes em um incestuosos relação pode até ser benéfico para os genes de indivíduos punir de forma mais parente distante para o acasalamento com um parente mais próximo, desde que punir o mais próximo parente, bem como é contraproducente para qualquer função de proteger o mais próximo parente e a saúde de seus descendentes (em um contexto onde a predação e a fome são fatores significativos, ao contrário do rico estado de bem-estar). Genético atração sexual teoria é também incompatível com a teoria do cheiro ser um importante fator para evitar a consanguinidade.

## Pesquisa sobre o tabu
A antropologia contemporânea se desenvolveu num momento em que um grande número de sociedades humanas eram analfabetas, e grande parte das pesquisas sobre o incesto tabus tem ocorrido nas sociedades sem códigos legais, e, portanto, sem leis escritas relativas ao casamento e incesto. No entanto, os antropólogos descobriram que a instituição do casamento e as regras apropriadas e comportamento sexual impróprio, existem em toda sociedade. O seguinte trecho de Notas e Consultas em Antropologia (1951), uma bem-estabelecida manual de campo para a etnográfico de pesquisa, ilustra o escopo da investigação etnográfica sobre o assunto:
Incesto é a relação sexual entre indivíduos relacionados em certos graus proibidos de parentesco. Em todas as sociedades existem regras que proíbem as uniões incestuosas, tanto no que diz respeito a relações sexuais quanto a casamento reconhecido. As duas proibições não coincidem necessariamente. Não há uniformidade quanto a quais graus estão envolvidos nas proibições. As regras que regulam o incesto devem ser investigadas em todas as sociedades por meio do Método Genealógico. A proibição pode ser tão restrita a ponto de incluir apenas um tipo de relacionamento entre pais e filhos (embora isso seja muito raro), ou aqueles dentro da família elementar; ou tão ampla a ponto de incluir todos aqueles com quem o parentesco genealógico ou classificatório pode ser traçado. A prática mais comum é que os sindicatos com certos parentes são considerados apenas incestuosos, sendo as relações reguladas pelo tipo de descendência enfatizadas. Em algumas sociedades, as uniões com certas pessoas relacionadas por afinidade também são consideradas incestuosas.

Como este trecho sugere, antropólogos distinguir entre normas sociais e o real comportamento social; muita teoria social explora a diferença e a relação entre os dois. Por exemplo, qual é o propósito de proibições que são rotineiramente violados (como, por exemplo, quando as pessoas alegam que o incesto é um tabu, ainda envolver-se em comportamento incestuoso)?
Deve ainda ser observado que, nessas teorias antropólogos estão geralmente preocupados unicamente com o irmão–irmã incesto, e não são, alegando que todas as relações sexuais entre os membros da família são tabu ou mesmo necessariamente considerado incestuoso pela sociedade. Essas teorias são ainda mais complicadas pelo fato de que, em muitas sociedades, as pessoas relacionadas uma com a outra de formas diferentes, e, às vezes, de longe, são classificados juntos como irmãos, outros que são tão intimamente relacionados geneticamente não são considerados membros da família.
Além disso, a definição se limita à relação sexual; isto não significa que outras formas de contato sexual não ocorrem, ou são proscritos, ou prescrito. Por exemplo, em alguns Inuit sociedades no Ártico, e, tradicionalmente, em Bali, mães rotineiramente acariciar o pênis de seu bebê filhos; tal comportamento foi considerado não mais sexual do que a amamentação.
Também deve ser notado que, nessas teorias, os antropólogos estão principalmente preocupados com as regras de casamento e não real comportamento sexual. Em suma, os antropólogos não estavam estudando "incesto", por si só; eles estavam perguntando informantes que eles queriam dizer com "incesto", e quais são as consequências do "incesto" foram, a fim de mapear as relações sociais dentro da comunidade.
Este trecho também sugere que a relação entre o sexual e práticas de casamento é complexo, e que as sociedades de distinguir entre diferentes tipos de proibições. Em outras palavras, embora um indivíduo possa ser proibidos de se casar ou ter relações sexuais com muitas pessoas, de diferentes relações sexuais pode ser proibida por razões diferentes, e com diferentes penalidades.
Por exemplo, os habitantes das Ilhas Trobriand proibir tanto as relações sexuais entre uma mulher e seu irmão, e entre uma mulher e seu pai, mas eles descrevem estas proibições de maneiras muito diferentes: as relações entre uma mulher e seu irmão cair dentro da categoria de proibido, as relações entre os membros de um mesmo clã; as relações entre uma mulher e seu pai não. Isto é porque o Trobrianders são matrilinear; os filhos pertencem ao clã de sua mãe e não do pai. Assim, as relações sexuais entre um homem e de sua mãe, a irmã (mãe e filha da irmã) também são consideradas incestuosas, mas as relações entre um homem e seu pai e a irmã não o são, Um homem e seu pai, irmã, muitas vezes, têm uma paquera, relacionamento e, longe de ser tabu, Trobriand sociedade incentiva um homem e seu pai, irmã ou filha de sua irmã do pai a ter relações sexuais ou se casar.

### Motivos instintivos e genéticos
Uma explicação para o tabu é que é por uma instintiva, inata de aversão, que seria reduzir os nefastos efeitos genéticos de consanguinidade , tais como uma maior incidência de congênitas, defeitos de nascimento (ver artigo de Consanguinidade (inbreeding depression). Desde o surgimento da genética moderna, a crença em que esta teoria tem crescido.
O aumento na frequência de defeitos de nascimento, geralmente atribuído a consanguinidade resultados diretamente a partir de um aumento da freqüência de homozigotos alelos herdados pelos descendentes de pura casais. Isto leva a um aumento de homozigotos do alelo frequência dentro de uma população, e resulta em efeitos divergentes. Deve uma criança herdar a versão de alelos homozigotos responsável por um defeito de nascimento de seus pais, o nascimento defeito será expressa; por outro lado, a criança deve herdar a versão de alelos homozigotos não é responsável por um defeito de nascença, ele seria, na verdade, diminuir a proporção do alelo versão responsável pelo defeito congênito em que a população. As consequências gerais destes divergentes efeitos depende em parte do tamanho da população. Em populações pequenas, enquanto as crianças que nasceram com herdáveis defeitos de nascimento morrer (ou são mortos), antes de se reproduzir, o efeito final da consanguinidade será para diminuir a frequência de genes defeituosos na população, ao longo do tempo, o pool genético a ser mais saudável. No entanto, em populações maiores, é mais provável que um grande número de operadoras vão sobreviver e companheiro, levando a um aumento constante das taxas de defeitos de nascimento. Além de genes recessivos, existem também outros motivos de consanguinidade podem ser prejudiciais, tais como uma faixa estreita de certos sistemas imunológico de genes em uma população que aumenta a vulnerabilidade a doenças infecciosas (consulte a Principal complexo de histocompatibilidade e seleção sexual). O biológico custos de incesto também depende em grande parte do grau de proximidade genética entre os dois parentes engajar-se em incesto. Este fato pode explicar por que o tabu cultural, geralmente, inclui a proibição de relações sexuais entre parentes próximos, mas menos frequentemente inclui a proibição de relações sexuais entre mais distal parentes. Crianças nascidas de parentes próximos têm diminuição da sobrevida. Muitas espécies de mamíferos, incluindo a humanidade está mais próximo de primatas parentes, evitar o incesto.
O efeito Westermarck, proposta pela primeira vez por Edvard Westermarck , em 1891, é a teoria de que as crianças criadas em conjunto, independentemente da relação biológica, formam um apego sentimental que é, por sua natureza, não-erótica. Melford Spiro, argumentou que suas observações de que não relacionados filhos criados juntos em Kibutzim Israelenses, no entanto evitado um ao outro como parceiros sexuais confirmou o efeito Westermarck. José Shepher em um estudo examinou a segunda geração em um kibbutz, e não encontraram casamentos e sem atividade sexual entre os adolescentes do mesmo grupo de pares. Este não foi imposto, mas voluntária. Olhando para a segunda geração de adultos em todos os kibutzim, de um total de 2769 casamentos, nenhum foi entre os do mesmo grupo de pares. no Entanto, de acordo com uma revisão de livro por John Hartung de um livro por Shepher, de 2516 casamentos documentado em Israel, 200 foram entre casais criados do mesmo kibbutz. Estes casamentos ocorreram após a jovens adultos criados em kibutzim tinha servido no exército e encontrou dezenas de milhares de outros potenciais parceiros, e 200 casamentos é maior do que o que seria esperado pelo acaso. Destes 200 casamentos, cinco estavam entre homens e mulheres que tinham sido criados juntos para os primeiros seis anos de sua vida, o que gostaria de argumentar contra o efeito Westermarck. Um estudo em Formosa para os casamentos onde a futura noiva é adotado na família do noivo como um bebê ou criança pequena, descobriu que estes casamentos têm maior infidelidade e divórcio e de uma fertilidade mais baixa do que o normal casamentos; tem sido argumentado que esta observação é consistente com o efeito Westermarck.
Outra abordagem é olhar para objeções morais a terceiros incesto. Isso aumenta quanto mais tempo a criança tem crescido junto com outra criança do sexo oposto. Isso ocorre mesmo se a outra criança é geneticamente relacionadas. os seres Humanos têm sido discutidas para ter um especial parentes sistema de detecção que além da proibição do incesto também regula-se uma tendência de altruísmo para parentes.
Uma objeção contra uma instintiva e base genética para a proibição do incesto é a de que o incesto não ocorrer. os Antropólogos também argumentou que a construção social de "incesto" (e a proibição do incesto) não é a mesma coisa que o fenômeno biológico de "consanguinidade". Por exemplo, não é igual a relação genética entre um homem e a filha de seu pai, a irmã e entre um homem e a filha de sua mãe, de irmã, de tal forma que os biólogos consideraria acasalamento incestuosa, em ambas as instâncias, mas Trobrianders considerar acasalamento incestuosa em um caso e não em outro. Antropólogos têm documentado um grande número de sociedades em que o casamento entre primos de primeiro grau são proibidos como incestuoso, enquanto os casamentos entre primos de primeiro grau são incentivados. Portanto, argumenta-se que a proibição de relações incestuosas na maioria das sociedades não é baseado em ou motivado por preocupações sobre a biológica proximidade. Outros estudos sobre o primo casamentos têm encontrado respaldo de uma base biológica para o tabu. além disso, os patrocinadores atuais de genética influencia no comportamento não se argumentar que os genes determinam o comportamento absolutamente, mas que os genes podem criar predisposições que são afetados de diversas formas pelo meio ambiente (incluindo a cultura).

### Motivos sociológicos
A teoria psicanalítica, em especial, alegou a existência de um complexo de Édipo, que não é uma instintiva aversão contra o incesto, mas um instintivo desejo—tem influenciado muitos teóricos que procuram explicar a proibição do incesto, utilizando as teorias sociológicas.

#### Exogamia
O antropólogo Claude Lévi-Strauss desenvolveu um argumento geral para a universalidade da proibição do incesto nas sociedades humanas. Seu argumento começa com a alegação de que a proibição do incesto está em vigor uma proibição contra a endogamia, e o efeito é o de estimular a exogamia. Através de exogamia, caso contrário, não relacionados famílias ou linhagens vai formar relacionamentos através do casamento, contribuindo assim para o reforço da solidariedade social. Que é, de Lévi-Strauss vistas para o casamento como uma troca de mulheres entre dois grupos sociais. Esta teoria é baseada, em parte, de Marcel Mauss's teoria do Dom, que (em Lévi-Strauss palavras) argumentou:
essa troca nas sociedades primitivas consiste não tanto em transações econômicas como em presentes recíprocos, que esses dons recíprocos têm uma função muito mais importante do que a nossa, e que essa forma primitiva de troca não é meramente nem essencialmente de natureza econômica, mas é o que ele apropriadamente chama de 'um fato social total', isto é, um evento que tem um significado que é ao mesmo tempo social e religioso, mágico e econômico, utilitarista e sentimental, jural e moral.
Ele também é baseado em Lévi-Strauss análise de dados em diferentes sistemas de parentesco e casamento práticas documentadas por antropólogos e historiadores. Lévi-Strauss chamou a atenção especificamente para os dados coletados por Margaret Mead durante sua pesquisa entre os Arapesh. Quando ela perguntou se um homem dorme com a irmã, Arapesh respondeu: "Não, nós não dormir com nossas irmãs. Nós damos nossas irmãs, para outros homens, e outros homens, dar-nos as suas irmãs." Mead pressionado a pergunta várias vezes, perguntando o que aconteceria se um irmão ou uma irmã não tem sexo um com o outro. Lévi-Strauss cita os Arapesh resposta:
Você gostaria de se casar com sua irmã? Qual é o problema com você mesmo assim? Você não quer um cunhado? Você não percebe que se você se casar com a irmã de outro homem e outro homem se casar com sua irmã, você terá pelo menos dois cunhados, enquanto se você se casar com sua própria irmã você não terá nenhum? Com quem você vai caçar, com quem você vai jardinar, quem você vai visitar?

Aplicando a teoria de Mauss de dados, tais como Mead, Lévi-Strauss propôs o que ele chamou de aliança teoria. Ele argumentou que, nas sociedades "primitivas", o casamento não é, fundamentalmente, uma relação entre um homem e uma mulher, mas uma transação envolvendo uma mulher que forja um relacionamento, uma aliança entre dois homens. Seu Estruturas Elementares do Parentesco, leva isso como um ponto de partida e o usa para analisar o parentesco sistemas de crescente complexidade encontrada nas chamadas sociedades primitivas (isto é, aqueles que não se baseia na agricultura, as desigualdades de classe e do governo central).[carece de fontes?]
Esta teoria foi debatido intensamente pelos antropólogos na década de 1950. Ele recorreu a muitos, porque é utilizado o estudo de incesto tabus e o casamento de responder a mais fundamental interesses de pesquisa dos antropólogos no tempo: como pode um antropólogo mapear as relações sociais dentro de uma dada comunidade, e como essas relações de promover ou prejudicar a solidariedade social? no Entanto, os antropólogos nunca chegaram a um consenso, e com a Guerra do Vietnã e o processo de descolonização na África, Ásia e Oceania, antropológica interesses mudou de mapeamento de locais de relações sociais.[carece de fontes?]
Alguns antropólogos argumentam que a família nuclear de evitação de incesto pode ser explicado em termos ecológicos, demográficos, económicos e benefícios da exogamia.
Enquanto Lévi-Strauss, geralmente, com desconto a relevância da aliança teoria em África, particularmente forte preocupação para o incesto é uma questão fundamental entre a idade de sistemas da África do Leste. Aqui, a evasão entre os homens de uma época e de suas filhas é completamente mais intenso do que em qualquer outra sexual evitar. Parafraseando Lévi-Strauss argumento, sem esta vacância, as rivalidades de poder entre a idade define, juntamente com os estreitos laços de partilha entre a idade dos companheiros, poderia levar a uma partilha das filhas do casal. Homens jovens a entrar na era do sistema, então, encontrar uma terrível escassez de marriageable meninas, e as famílias extensas estaria em perigo de extinção. Assim, por desfilando esta vacância de suas filhas, seniores masculinos fazer essas meninas disponíveis para jovens de idade e conjuntos de casamento alianças que atenuam as rivalidades de poder.

#### Endogamia
A exogamia entre famílias ou grupos de descendência é normalmente prescrito em sociedades sem classes. Sociedades estratificadas, isto é, dividido em classes desiguais—normalmente prescrever diferentes graus de endogamia. Endogamia é o oposto da exogamia; refere-se à prática do casamento entre membros de um mesmo grupo social. Um exemplo clássico é a Índia's sistema de castas, em que desigual castas são endogamous. a Desigualdade entre grupos étnicos e raças também se correlaciona com a endogamia. de Classe, casta, étnica e racial endogamia geralmente coexiste com a família exogamia e a proibição contra o incesto.[carece de fontes?]
Um exemplo extremo deste princípio, e uma exceção para a proibição do incesto, é encontrado entre os membros da classe dominante em certos estados antigos, como o Inca, o Egipto, a China e Havaí; irmão–irmã, o casamento (geralmente entre meio-irmãos) era um meio de manter a riqueza e o poder político dentro de uma família. Alguns estudiosos têm argumentado que, em Romano governado o Egito esta prática também foi encontrado entre os plebeus, mas outros têm argumentado que esta foi, na verdade, não é a norma.